# Tulipier de Chine
Liriodendron chinense
Espèce
Classification APG III (2009)
Statut de conservation UICN

 NT  : Quasi menacé
Le tulipier de Chine (Liriodendron chinense, du grec leiros, lis et dendron, arbre) est une espèce de plantes à fleurs de la famille des Magnoliacées.
C'est un arbre feuillu indigène de la Chine centrale et méridionale se développe dans les provinces d'Anhui, de Guangxi, de Jiangsu, de Guizhou, de Hubei, de Hunan, de Jiangxi, de Shaanxi, de Zhejiang, de Sichuan et de Yunnan, et aussi localement dans le Nord du Viêt Nam.
Il est très semblable à l'espèce américaine, le tulipier de Virginie (Liriodendron tulipifera) dont il diffère par les feuilles légèrement plus grandes et aux lobes plus marqués ainsi que par l'absence de taches orange à la base des tépales.
Une étude publiée en 2024 par des chercheurs de l'université_Jagellonne renseigne sur les caractéristiques spécifiques du bois de cette espèce (ainsi que celui de l'espèce Liriodendron tulipifera). En effet l'étude démontre que la structure microscopique du bois ne permet pas de le classer dans les feuillus ou dans les résineux du fait de la taille des macrofibrilles qui est en moyenne de 20 nm pour cette espèce, là ou les résineux présentent une valeur référence de 25 nm et de 15 nm pour les feuillus.
Le tulipier de Chine atteint environ 40 m de hauteur. Il n'est pas aussi robuste que les espèces américaines, mais est cultivé en Angleterre (notamment dans les jardins de Kew), en Irlande, en Belgique, les Pays-Bas et en Allemagne. En Amérique du Nord, il se développe dans le Nord-Est vers Boston, dans le Massachusetts et au Nord-Ouest vers Vancouver.
Il est également signalé en Nouvelle-Zélande.